# ジーニアス法
米国ステーブルコインのための国家イノベーションの指導と確立に関する法律 (The Guiding and Establishing National Innovation for U.S. Stablecoins Act、通称 : ジーニアス法) は、ステーブルコインの包括的な規制の枠組みを構築することを目的とした米国の連邦法(Federal law enforcement in the United States)である。
ステーブルコインは暗号通貨の一種であり、国の通貨や商品など、信頼できるとみなされる資産に裏打ちされている。
ステーブルコインは通常、異なる暗号通貨トークン間の資金移動に使用される。
同法は、ステーブルコインを米ドルまたはその他の低リスクの資産によって一対一での裏付けを義務付けている。
これにより、準備金の決定、監査の実施、購入者への透明性の提供を目的とした厳格な基準が確立される。
同法の成立以前は、低リスクの資産によって一対一での裏付けを維持する必要はなかった。
この法律は連邦政府と州による二重の監督と消費者保護を確立するための第一歩となる。

## 参照
- 各国におけるビットコインの法的な扱い